# Giải bóng đá vô địch quốc gia Đức
Giải bóng đá vô địch quốc gia Đức (tiếng Đức: Bundesliga, tiếng Đức: [ˈbʊndəsˌliːɡa] ⓘ), đôi khi được biết đến với tên gọi Fußball-Bundesliga ([ˌfuːsbal-]) hoặc 1. Bundesliga ([ˌeːɐ̯stə-]), là một giải bóng đá chuyên nghiệp đứng đầu hệ thống giải đấu bóng đá Đức. Bundesliga bao gồm 18 đội, mùa giải diễn ra từ tháng 8 năm trước đến tháng 5 năm sau. Các trận đấu được diễn ra vào thứ Sáu, thứ Bảy và Chủ Nhật, với một vài trận đấu được diễn ra vào các ngày thường trong tuần. Tất cả các câu lạc bộ Bundesliga đều tham dự DFB-Pokal. Đội vô địch Bundesliga giành quyền tham dự DFL-Supercup.
Kể từ khi thành lập đã có 56 câu lạc bộ thi đấu tại Bundesliga. Bayern München đã giành được 32 trong số 61 danh hiệu, bao gồm 11 mùa giải liên tiếp từ năm 2013 đến năm 2023, một kỷ lục của 5 giải vô địch quốc gia hàng đầu châu Âu. Bundesliga cũng chứng kiến những nhà vô địch khác, nổi bật nhất trong số đó là Borussia Dortmund, Hamburger SV, Werder Bremen, Borussia Mönchengladbach và VfB Stuttgart. Bundesliga là một trong những giải quốc gia hàng đầu, xếp thứ ba ở châu Âu theo hệ số giải đấu của UEFA cho mùa giải 2022–23 hiện tại, dựa trên thành tích ở các giải đấu Châu Âu trong năm mùa giải qua. Bundesliga dẫn đầu bảng xếp hạng của UEFA từ 1976 đến 1984 và năm 1990. Giải đấu cũng đã tạo ra câu lạc bộ được xếp hạng hàng đầu châu lục bảy lần. Các câu lạc bộ Bundesliga đã giành được 8 UEFA Champions League, 7 UEFA Europa League, 4 European Cup Winners' Cup, 2 UEFA Super Cup, 2 FIFA Club World Cup và 3 danh hiệu Cúp Liên lục địa. Các cầu thủ của câu lạc bộ đã giành 9 Quả bóng vàng, hai giải Cầu thủ nam xuất sắc nhất FIFA, bốn Chiếc giày vàng châu Âu và ba giải thưởng Cầu thủ nam xuất sắc nhất năm của UEFA bao gồm cầu thủ bóng đá cấp câu lạc bộ xuất sắc nhất năm của UEFA.
Bundesliga là giải bóng đá số một trên thế giới về lượng khán giả trung bình; trong số tất cả các môn thể thao, trung bình có 45.134 người hâm mộ mỗi trận ở mùa giải 2011–12, cao thứ hai trong số các giải đấu thể thao trên thế giới sau National Football League của Mỹ. Bundesliga được phát sóng trên truyền hình ở hơn 200 quốc gia.
Bundesliga được thành lập vào năm 1962 tại Dortmund và mùa giải đầu tiên bắt đầu vào 1963–64. Cấu trúc và tổ chức của Bundesliga, cùng với các giải bóng đá khác của Đức, đã trải qua những thay đổi thường xuyên. Bundesliga được thành lập bởi Hiệp hội bóng đá Đức (tiếng Đức: Deutscher Fußball-Bund) nhưng hiện đang được điều hành bởi Deutsche Fußball Liga.

### Ra sân nhiều nhất

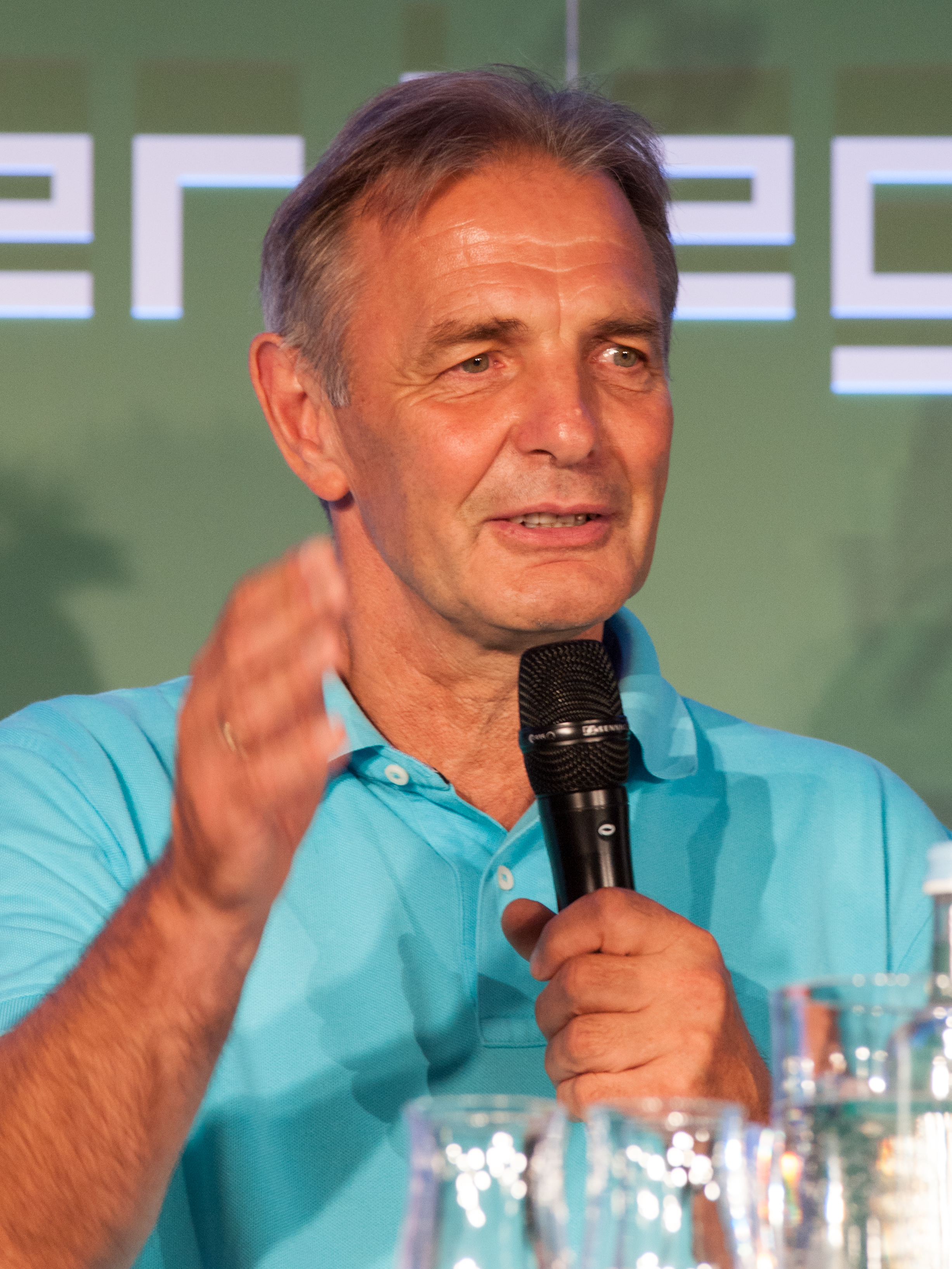
Charly Körbel là cầu thủ ra sân nhiều nhất lịch sử Bundesliga

### Ghi bàn nhiều nhất

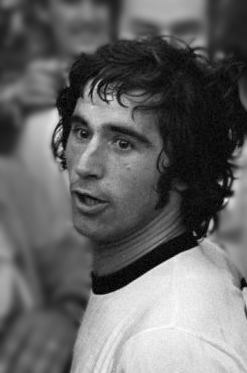
Gerd Müller hiện là cầu thủ ghi bàn nhiều nhất lịch sử Bundesliga

## Cấu trúc
Bundesliga bao gồm hai hạng đấu: 1. Bundesliga (mặc dù nó hiếm khi được gọi với tiền tố "First"), và bên dưới là 2. Bundesliga (Bundesliga 2), là giải đấu hạng hai của bóng đá Đức kể từ năm 1974. Bundesligen (số nhiều) là các giải đấu chuyên nghiệp. Kể từ năm 2008, 3. Liga (Giải hạng 3) ở Đức cũng là một giải đấu chuyên nghiệp, nhưng có thể không được gọi là Bundesliga vì giải đấu được điều hành bởi Hiệp hội bóng đá Đức (DFB) chứ không phải, cũng như hai Bundesligen, bởi Deutsche Fußball Liga (DFL).
Dưới cấp độ của 3. Liga, các giải đấu thường được chia nhỏ trên cơ sở khu vực. Ví dụ: Regionalligen hiện được tạo thành từ các phân khu Nord (Bắc), Nordost (Đông Bắc), Süd (Nam), Südwest (Tây Nam) và Tây. Dưới đây là mười ba hạng đấu song song, hầu hết được gọi là Oberligen (liên đoàn trên) đại diện cho các quốc gia liên bang hoặc các khu vực địa lý và đô thị lớn. Các cấp độ bên dưới Oberligen khác nhau giữa các khu vực địa phương. Cấu trúc giải đấu đã thay đổi thường xuyên và thường phản ánh mức độ tham gia môn thể thao này ở các vùng khác nhau của đất nước. Vào đầu những năm 1990, những thay đổi được thúc đẩy bởi thống nhất nước Đức và sự hợp nhất sau đó của giải đấu quốc gia Đông Đức.
Mỗi đội trong hai Bundesliga phải có giấy phép thi đấu tại giải đấu, nếu không họ sẽ bị xuống hạng ở các giải đấu khu vực. Để có được giấy phép, các đội phải có tài chính lành mạnh và đáp ứng các tiêu chuẩn nhất định về ứng xử với tư cách là tổ chức.
Cũng như các giải đấu quốc gia khác, có những lợi ích đáng kể khi được thi đấu ở giải đấu hàng đầu:
- Một phần lớn doanh thu từ giấy phép phát sóng truyền hình thuộc về các đội 1. Bundesliga.
- Các đội 1. Bundesliga thu hút mức độ ủng hộ của người hâm mộ lớn hơn đáng kể. Số người tham dự trung bình ở giải đấu đầu tiên là 42.673 người mỗi trận — nhiều hơn gấp đôi so với mức trung bình của 2. Bundesliga.
- Tiếp xúc nhiều hơn qua truyền hình và mức độ tham dự cao hơn giúp các đội 1. Bundesliga thu hút được nhiều nhà tài trợ béo bở nhất.
- Các đội 1. Bundesliga phát triển sức mạnh tài chính đáng kể thông qua sự kết hợp giữa doanh thu truyền hình và cổng, tài trợ và tiếp thị thương hiệu đội của họ. Điều này cho phép họ thu hút và giữ chân những cầu thủ lành nghề từ các nguồn trong nước và quốc tế, đồng thời xây dựng cơ sở vật chất sân vận động hạng nhất.

1. Bundesliga mạnh về tài chính và 2. Bundesliga đã bắt đầu phát triển theo hướng tương tự, trở nên ổn định hơn về mặt tổ chức và tài chính, đồng thời phản ánh tiêu chuẩn thi đấu chuyên nghiệp ngày càng cao hơn.

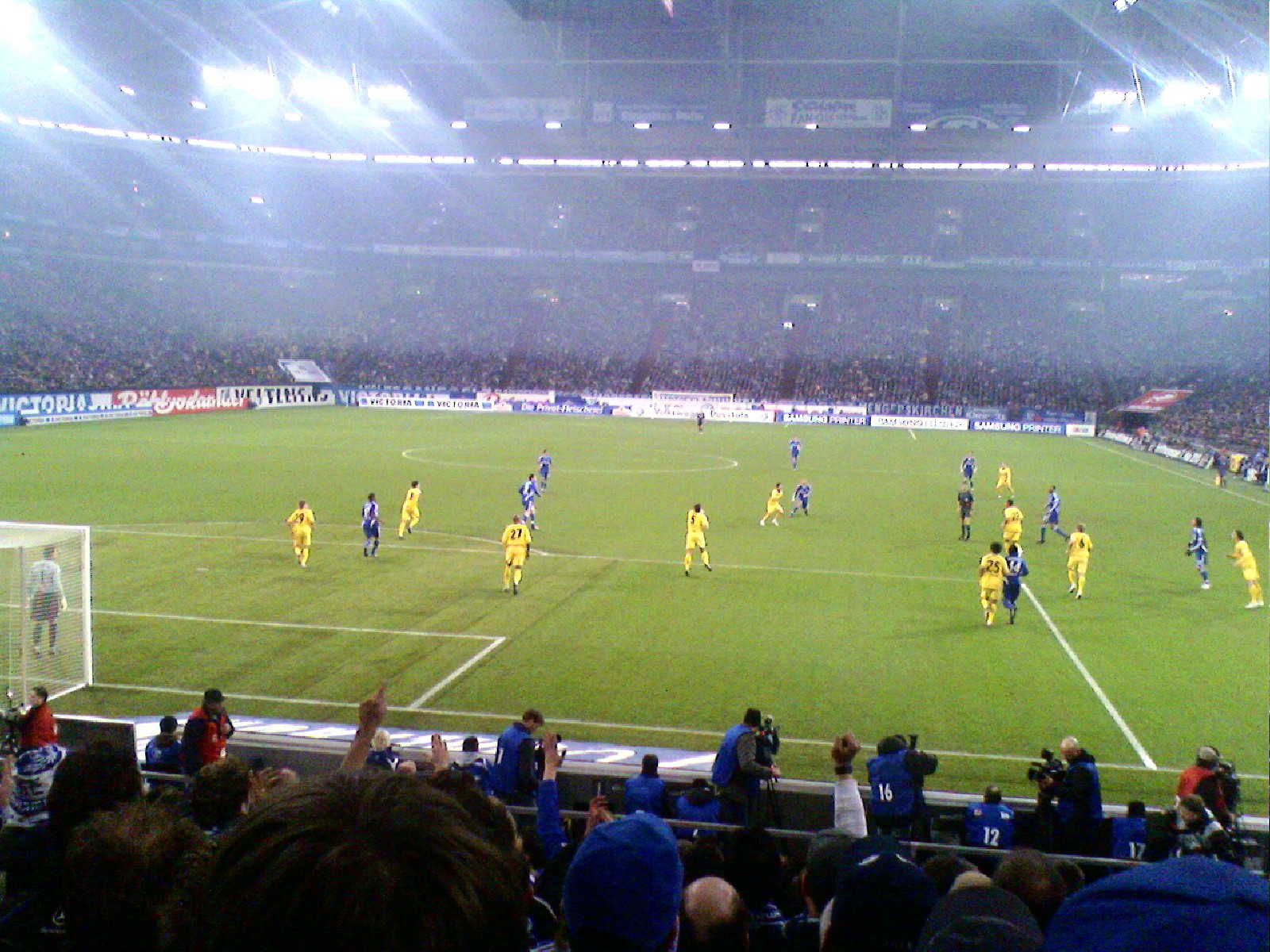
Borussia Dortmund trước đối thủ Schalke, được gọi là Revierderby, tại Bundesliga năm 2009

Không có câu lạc bộ nào liên tục chơi ở Bundesliga kể từ khi giải đấu được thành lập; vào ngày 12 tháng 5 năm 2018, Hamburger SV là câu lạc bộ sáng lập cuối cùng phải xuống hạng lần đầu tiên.
Trong mùa giải 2008–09, Bundesliga khôi phục hệ thống lên xuống hạng trước đó của Đức, được sử dụng từ năm 1981 đến năm 1991:
- Hai đội xếp cuối bảng ở Bundesliga nghiễm nhiên xuống hạng 2. Bundesliga, với hai đội xếp cuối bảng ở 2. Bundesliga sẽ thay thế vị trí của họ.
- Câu lạc bộ đứng thứ ba từ dưới lên ở Bundesliga sẽ đấu hai lượt với đội đứng thứ ba từ 2. Bundesliga, đội thắng sẽ giành suất cuối cùng tham dự Bundesliga mùa giải tiếp theo.

Từ năm 1992 đến năm 2008, một hệ thống khác đã được sử dụng, trong đó ba đội xếp cuối bảng Bundesliga tự động xuống hạng, được thay thế bằng ba đội xếp cuối bảng ở 2 Bundesliga.
Từ năm 1963 đến năm 1981, hai hoặc ba đội sau đó đã tự động bị xuống hạng khỏi Bundesliga, trong khi việc thăng hạng đã được quyết định hoàn toàn hoặc một phần trong các trận play-off thăng hạng.
Mùa giải bắt đầu vào đầu tháng 8 và kéo dài đến cuối tháng 5, với kỳ nghỉ đông kéo dài sáu tuần (từ giữa tháng 12 đến hết tháng 1).
Bắt đầu từ mùa giải 2021–22, thời gian bắt đầu đã được thay đổi với các trận đấu thứ sáu bắt đầu lúc 8:30 tối, thứ bảy lúc 3:30 chiều và 6:30 chiều, và chủ nhật lúc 3:30 chiều, 5:30 chiều và 7:30 tối.

### Thành lập

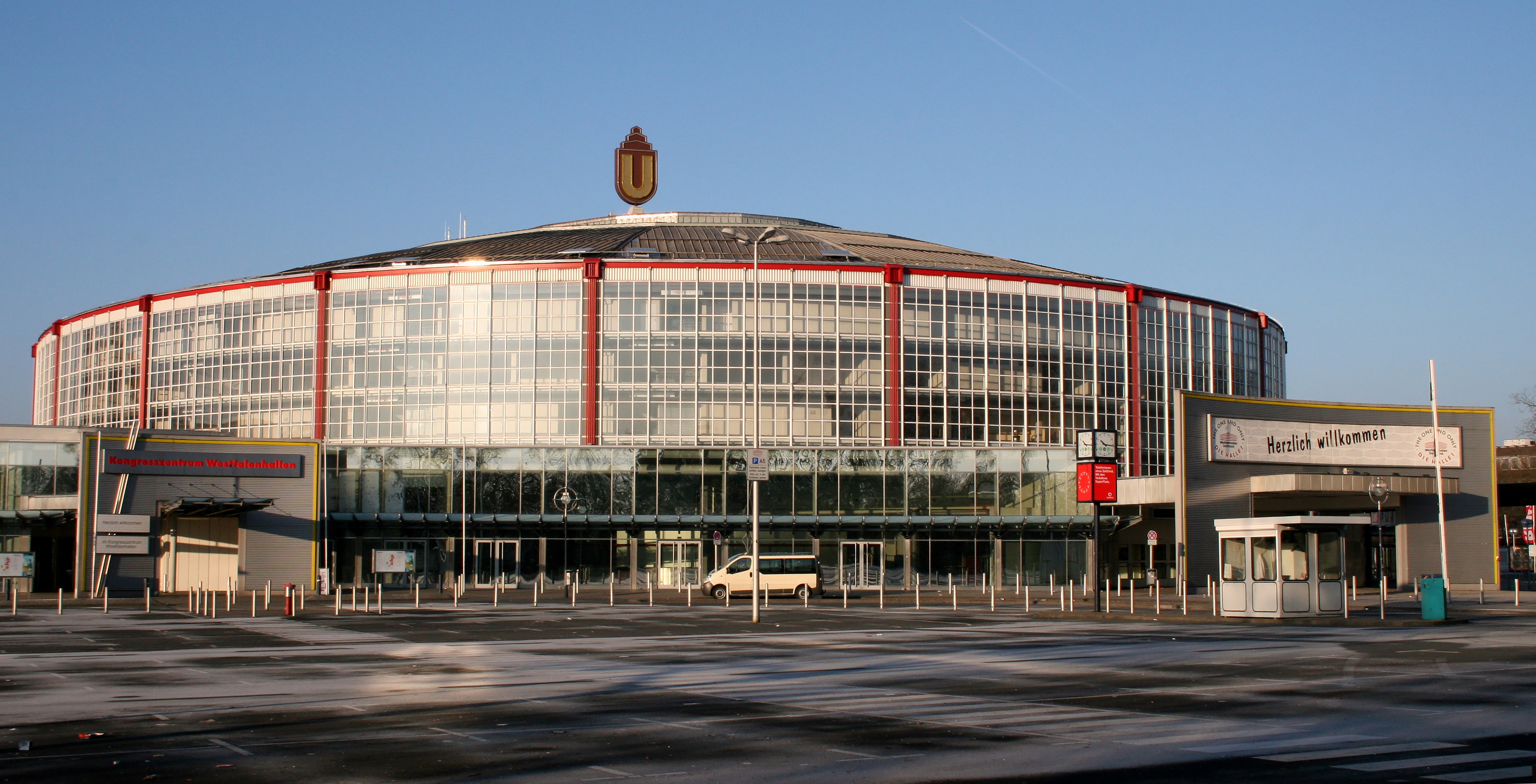
Bundesliga được thành lập tại hội nghị thường niên của DFB tại Westfalenhallen ở Dortmund vào ngày 28 tháng 7 năm 1962

## Lịch sử